# 김두식 (언어학자)
김두식(金斗植, 1953년 2월 18일 ~)은 대한민국의 언어학자이다.

## 생애
1976년 경상대학교 영어교육학과를 졸업하고, 1978년 부산대학교에서 석사학위를 취득하였으며, 1982년, 한국외국어대학교에서 다시 석사학위를 취득 후, 1996년, ‘영어 주어-동사 도치구문의 담화기능적 분석’이라는 논문으로 계명대학교에서 박사학위를 취득하였다.
현재 경상대학교 영어영문학과 교수로 재직중이다.

## 저서
- 독해력을 위한 영어 (공저)
- 영어동사부류와 교체현상
- 영어 주어-동사 도치구문의 담화기능적 분석
- 영문법의 이해
- 현대고급영문법